# Kyrsten Sinema
Kyrsten Sinema (Tucson, 1976. július 12. –) amerikai politikus, szenátor (Arizona, 2019–2025). 2022 decemberéig a Demokrata Párt tagja, azután független szenátor.

## Pályafutása
Alapdiplomáját a Brigham Young Egyetemen szerezte, majd 1999 mesterfokozatot, 2004-ben jogi diplomát, 2012-ben pedig doktori fokozatot szerzett az Arizonai Állami Egyetemen. Az egyetem után jogászként és egyetemi oktatóként dolgozott. 2002-ben sikertelenül indult az arizonai törvényhozási képviselői posztért. Két évvel később újra próbálkozott, ekkor megválasztották, és 2010-ig többször újra is választották. 2010-12 között az arizonai állami szenátus tagja volt, majd 2012-ben megválasztották az állam 9. számú kongresszusi körzete képviselőjének a washingtoni képviselőházba. Itt összesen három ciklust (hat évet) töltött, majd 2018-ban sikerrel indult a szenátusi választáson. 2019. január 3-án iktatták be szenátorként; mandátuma 2025. január 3-án járt le.